# Potentilla aurea
La cinquefoglia fior d'oro (Potentilla aurea L., 1756) è una piccola pianta dell'ambiente montano, non molto alta, dai delicati fiori gialli, appartenente alla famiglia delle Rosacee.

## Etimologia
Il nome di questa pianta è nato grazie alle grandi virtù medicinali che le si attribuivano anticamente. Infatti il nome generico (Potentilla) deriva dal vocabolo latino potens (= piccola pianta con potenti proprietà curative) o portentum (= prodigiose possibilità sprigionate dalla pianta). L'epiteto specifico probabilmente fa riferimento alla brillante colorazione dei petali.

I tedeschi chiamano questa pianta Gold-Fingerkraut; i francesi la chiamano Potentille dorée; mentre gli inglesi la chiamano Golden Cinquefoil.

## Descrizione

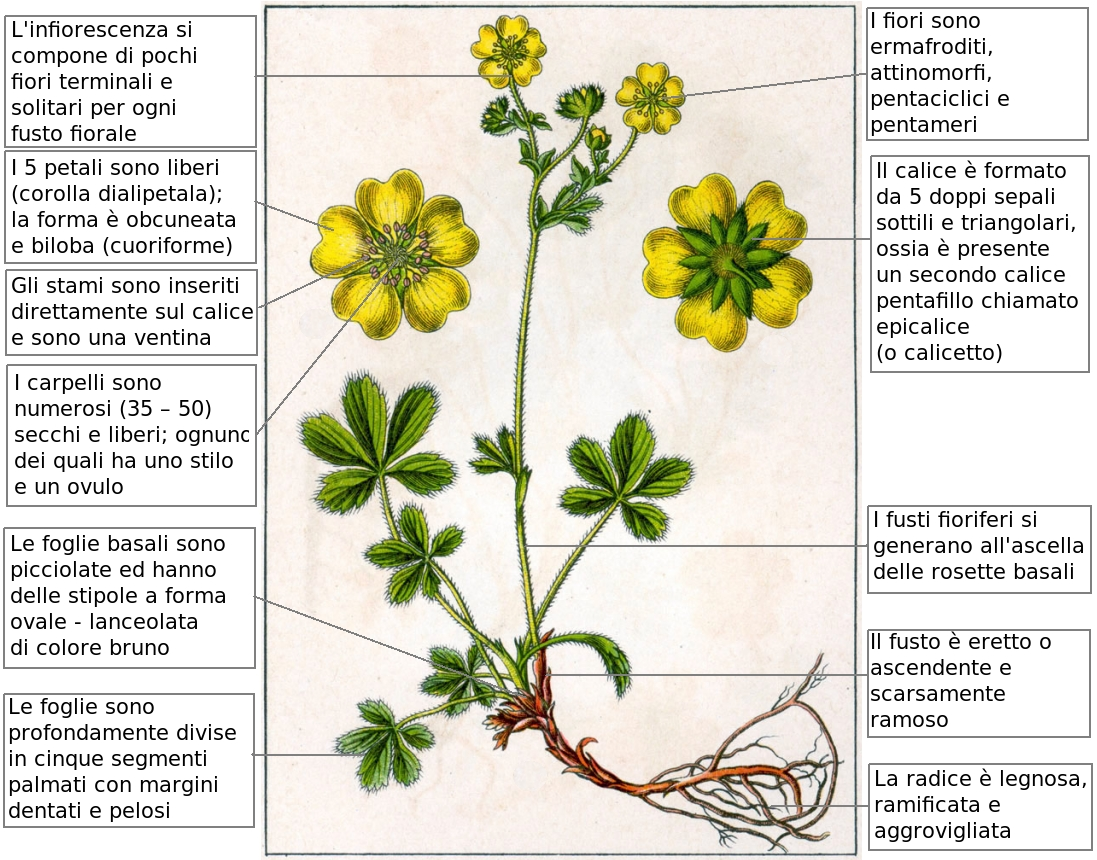
Descrizione delle parti della pianta

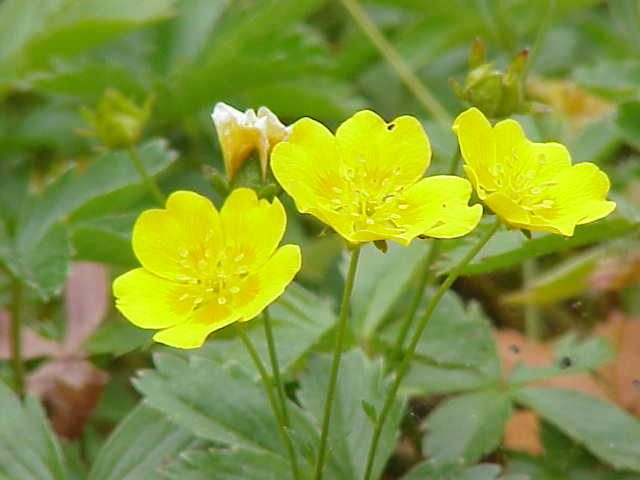
Portamento

È una pianta erbacea, perenne di aspetto rampante. La radice principale termina con una rosetta di foglie basali persistenti alla fioritura, all'ascella della quale si generano i fusti fioriferi. La forma biologica di questa pianta è emicriptofita scaposa (H scap), ossia si tratta di una specie perennante tramite gemme al livello del suolo e con asse fiorale allungato e con scarse foglie cauline. La massima altezza che può arrivare è di circa 12 cm (quella minima è di 5 cm).

### Radici
La radice è legnosa e ramificata; in genere si presenta abbastanza aggrovigliata.

### Fusto
Il fusto è eretto o ascendente e scarsamente ramoso e ricoperto da peli. I fusti fioriferi si generano all'ascella delle rosette basali.

### Foglie

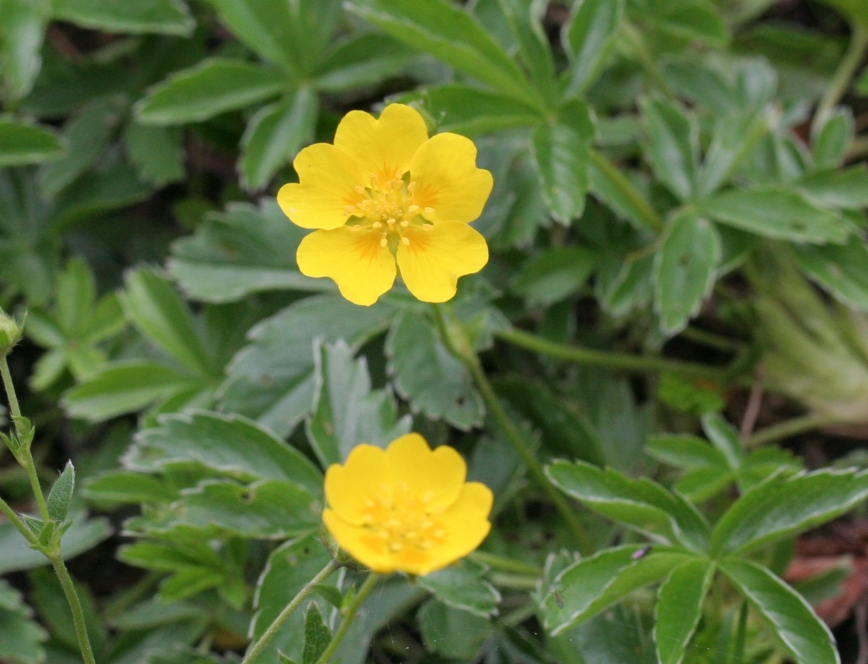
Le foglie
Giardino Botanico Alpino "Giangio Lorenzoni" (loc. Pian Cansiglio), Tambre d'Alpago (BL), quota 1000 m s.l.m. - 6/8/2008

Le foglie sono profondamente pennate, divise in cinque distinti segmenti palmati (chiamati lobi o foglioline). Ogni lato del segmento possiede da 2 a 3 denti (il dente terminale è più piccolo degli altri) . I segmenti sono lineari (i due bordi sono quasi paralleli). La pagina fogliare è glabra; peli sparsi si trovano solamente lungo la nervatura e un po' più densi lungo il bordo (questi ultimi sono leggermente argentati). Le foglie basali sono picciolate ed hanno delle stipole a forma ovale - lanceolata di colore bruno, poco pelose e carenate. Dimensione delle stipole: larghezza 3 mm, lunghezza 6 mm. Dimensione dei lobi (le foglioline) : larghezza 4 – 6 mm, lunghezza 9 – 12 mm.

### Infiorescenza

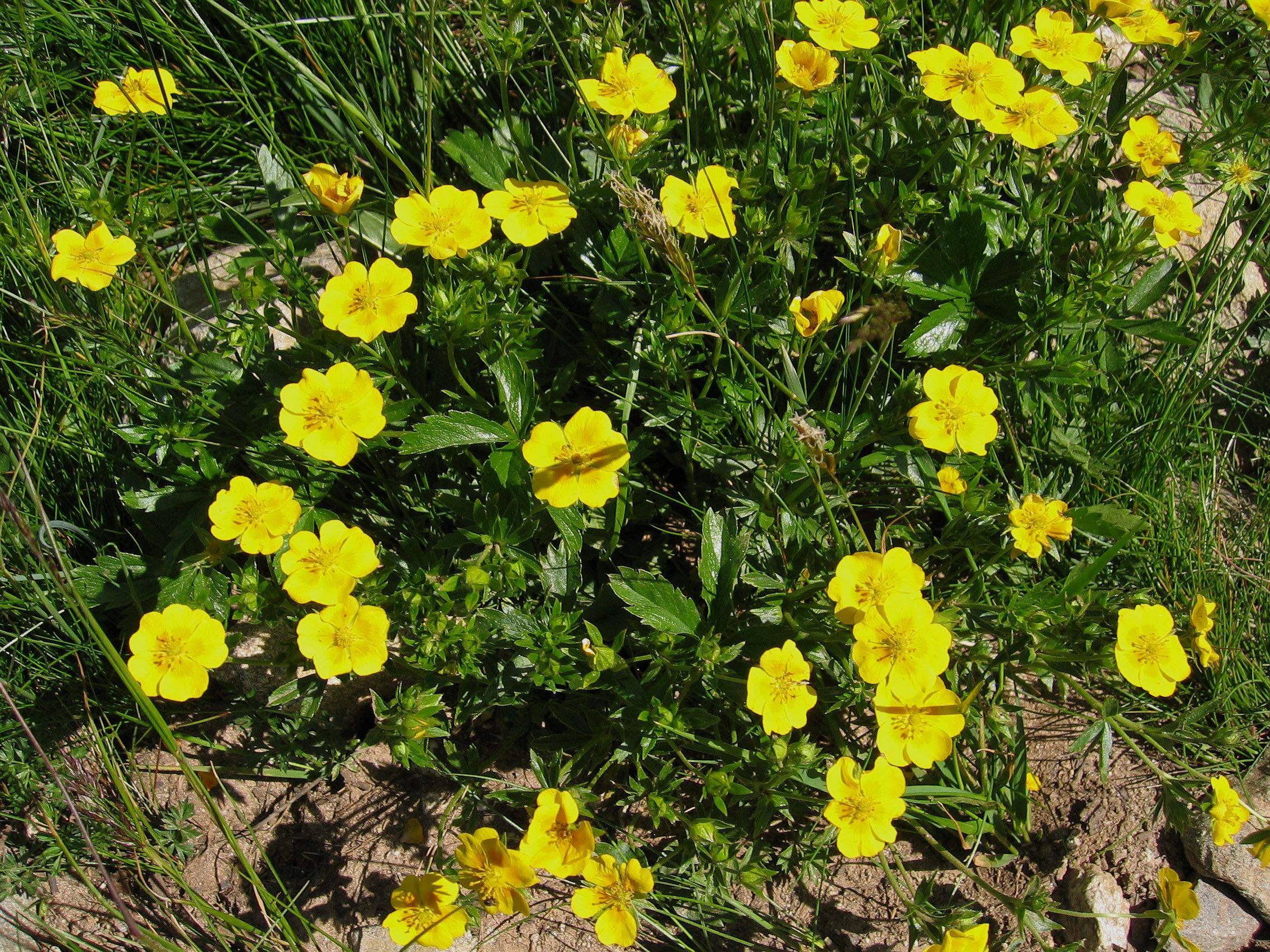
Infiorescenza

L'infiorescenza si compone di pochi fiori terminali e solitari per ogni fusto fiorale (cime pauciflore).

### Fiori

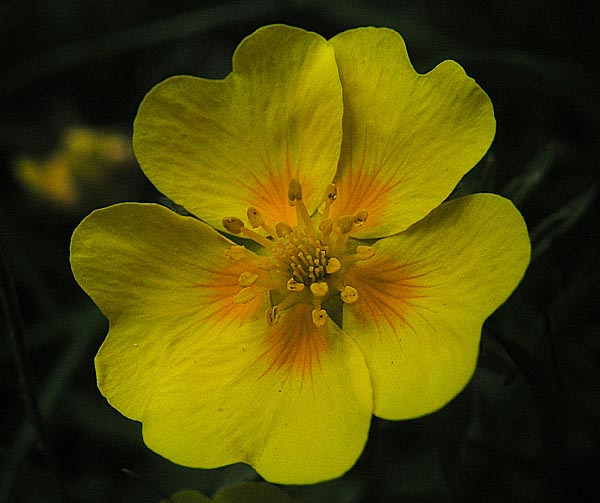
Il fiore

I fiori sono ermafroditi, attinomorfi, pentaciclici (sono presenti i 4 verticilli fondamentali delle Angiosperme: calice – corolla – androceo (con doppio verticillo di stami) – gineceo) e pentameri. Il ricettacolo è piatto e asciutto. La dimensione totale del fiore è di circa 15 – 20 mm.
- Formula fiorale:

* K 5+5, C 5, A molti, G molti (supero)
- Calice: il calice verde, persistente e con tubo corto, è formato da 5 doppi sepali sottili e triangolari, ossia è presente un secondo calice pentafillo chiamato epicalice (o calicetto). Questo può essere interpretato come un residuo delle stipole di foglie trasformate in sepali. Questo calice è peloso.
- Corolla: i 5 petali sono liberi (corolla dialipetala) e caduchi; il colore è giallo con sfumature aranciate verso il centro; la forma è obcuneato – biloba o anche cuoriforme.
- Androceo: gli stami glabri, inseriti direttamente sul calice (androceo perigino), sono una ventina e più (fiore di tipo “diplostemone”[3]) e sono disposti tipicamente in tre serie: 10+5+5; il nettario è disposto ad anello internamente agli stami; le antere sono ellissoidi di colore giallo.
- Gineceo: i carpelli sono numerosi (35 – 50) secchi e liberi ognuno dei quali ha uno stilo e un ovulo; l'ovario è supero. Lo stilo è del tipo “Gomphostylae”, ossia alla base parte sottile dall'ovario e poi progressivamente s'ingrossa alla fine verso lo stigma[4]. Sono inoltre “elicati”, ossia sono tutti disposti su un asse comune. Gli stigmi sono ampi e di forma cilindrica.
- Fioritura: la fioritura avviene tra maggio e agosto in base anche all'altitudine; mentre la sporulazione avviene tra agosto e settembre.
- Impollinazione: queste piante sono omogame (autoimpollinazione)

### Frutti
Il frutto ha una struttura multipla composta da diversi piccoli, secchi acheni (aggregato di acheni). I frutti sono racchiusi nel calice persistente.

## Distribuzione e habitat
- Geoelemento: il tipo corologico (area di origine) è Orofita-Sud Europeo.
- Diffusione: in Italia sulle Alpi è abbastanza come. Si può trovare anche sull'Appennino settentrionale, ma raramente. In Europa la diffusione è circoscritta alla parte più continentale e meridionale del continente (ne è esclusa l'Inghilterra, la penisola Scandinava, la Russia e zone limitrofe).
- Habitat: si trova sui pascoli alpini con suoli acidi; il substrato preferito è siliceo (o al massimo calcareo-siliceo), il pH è acido con terreno a basso valore nutrizionale e con media quantità d'umidità.
- Diffusione altitudinale: la fascia altitudinale nella quale è possibile trovare queste piante è compresa fra i 1800 e 2900 m s.l.m.; comprende quindi i piani subalpini e alpini; in certi casi questa fascia si può allargare dai 350 m s.l.m. fino ai 3250 m s.l.m.. Alcuni esemplari sono stati trovati a 3260 m s.l.m. sul Piz Languard.

## Fitosociologia
Dal punto di vista fitosociologico la specie di questa scheda appartiene alla seguente comunità vegetale:
Formazione : comunità delle praterie rase dei piani subalpino e alpino a dominanza di emicriptofite
Classe : Juncetea trifidi

## Tassonomia
Il genere di questa pianta (Potentilla) è abbastanza numeroso, oltre 400  specie, delle quali oltre una cinquantina sono spontanee dei nostri territori. La famiglia (Rosaceae) è una delle più importanti sia perché comprende fiori diffusissimi come le rose ma anche per il discreto numero di generi (alcune classificazioni elencano oltre 400 generi per diverse migliaia di specie).
La specie di questa scheda appartiene alla sottofamiglia Rosoideae caratterizzata dall'avere l'ovario semi-infero (o supero) con molti carpelli, l'androceo perigino e i frutti di tipo achenio.

### Variabilità
Qui di seguito sono indicate alcune varietà e sottospecie (l'elenco può non essere completo e alcuni nominativi sono considerati da altri autori dei sinonimi della specie principale o anche di altre specie):
- Potentilla aurea L. subsp. aurea
- Potentilla aurea L. subsp. chrysocraspeda (Lehm.) Nyman (1878)
- Potentilla aurea L.var. alpina Willk. (1863)
- Potentilla aurea L.var. latiloba (Ser.) Rouy & E.G. Camus (1900)
- Potentilla aurea L.var. minor (Ser.) Lehm. (1851)
- Potentilla aurea L.var. salisburgensis (Haenke) Ser. in DC. (1825) (sinonimo = P. crantzii)

### Ibridi
Nell'elenco che segue sono indicati alcuni ibridi interspecifici:
- Potentilla ×eynensis sensu Rouy (1900) (sinonimo = P. eynensis Rouy & E.G.Camus) – Ibrido fra: P. aurea e P. frigida
- Potentilla ×huteri Siegfried (1894) – Ibrido fra: P. aurea e P. crantzii
- Potentilla ×ternata Brügger (1870) – Ibrido fra: P. aurea e P. brauneana

### Sinonimi
L'elenco che segue indica alcuni tra i sinonimi più frequenti:
- Potentilla alpina (Willk.) Zimmeter (1884)
- Potentilla chrysocraspeda Lehm. (sinonimo = P. aurea subsp. chrysocraspeda (Lehm.) Nyman)
- Potentilla erodora Jordan in Verlot (1856)
- Potentilla halleri Haller fil. in Ser. (1820)
- Potentilla halleri Haller fil. var. latiloba Ser. in DC. (1825)
- Potentilla halleri Haller fil. var. minor Ser. in DC. (1825)
- Potentilla heeri Brügger (1880)
- Potentilla minima Clairv. (1811)
- Potentilla myrioclada Gandoger (1880)
- Potentilla ternata K.Koch (sinonimo = P. aurea subsp. chrysocraspeda (Lehm.) Nyman)

### Specie simili
La maggior parte delle specie del genere Potentilla, se guardate da lontano o distrattamente, possono essere confuse tra di loro: i fiori sono straordinariamente simili e a volte differiscono per particolari poco significativi. Qui indichiamo solamente la specie che senz'altro è quelle più vicina a quella di questa scheda:
- Potentilla crantzii (Crantz) Fritsch. - Cinquefoglia di Crantz: frequenta gli stessi habitat, aree e altitudini della “Cinquefoglia fior d'oro”, ma non lo stesso substrato (quello della presente specie è fondamentalmente basico); si differenzia unicamente per i lobi (foglioline) delle foglie che hanno i dentelli distribuiti uniformemente lungo il margine (e non spostati verso l'esterno della fogliolina), per la forma allarga verso l'esterno del lobo, e per la pelosità che è distribuita uniformemente sulla pagina fogliare. Inoltre anche la fitosociologia ci viene in aiuto per distinguere con più sicurezza le due specie, infatti la specie “crantzii” si trova nei pascoli alpini a Sesleria (= comunità delle praterie rase dei piani subalpino e alpino con abbondanza di Sesleria comune), mentre la specie ”aurea” frequenta i Curvuleti (= praterie alpine con suoli acidi dove abbondantemente si trova la Carice curva)[4].

Un'altra specie con la quale può essere confusa è Potentilla verna L. ma vegeta a quote un po' più basse e si differenzia per le stipole delle foglie basali che sono lineare - lesiniformi (e non ovali) e provviste di peli grigiastri; anche i sepali dell'epicalice sono più sottili e pelosi.

## Usi

### Farmacia
Nella medicina popolare questa pianta viene considerata valida per le proprietà astringenti (limita la secrezione dei liquidi) e antispasmodica (attenua gli spasmi muscolari, e rilassa anche il sistema nervoso).

### Giardinaggio
L'unico uso che si può fare di questa pianta è nel giardinaggio (quello alpino e roccioso in genere). Cresce bene in una terra di “brugo torbosa”. Si moltiplica per seme con successivo trapianto, oppure per divisione. Si può coltivare facilmente nei giardini per tutto l'arco dell'anno in quanto non teme le temperature rigide (eventualmente durante i periodi più brutti si dissecca per poi tornare a rifiorire nella bella stagione successiva). Non è comunque una pianta sempreverde in quanto a stagione estiva inoltrata le foglie tendono ad ingiallire.

## Galleria d'immagini

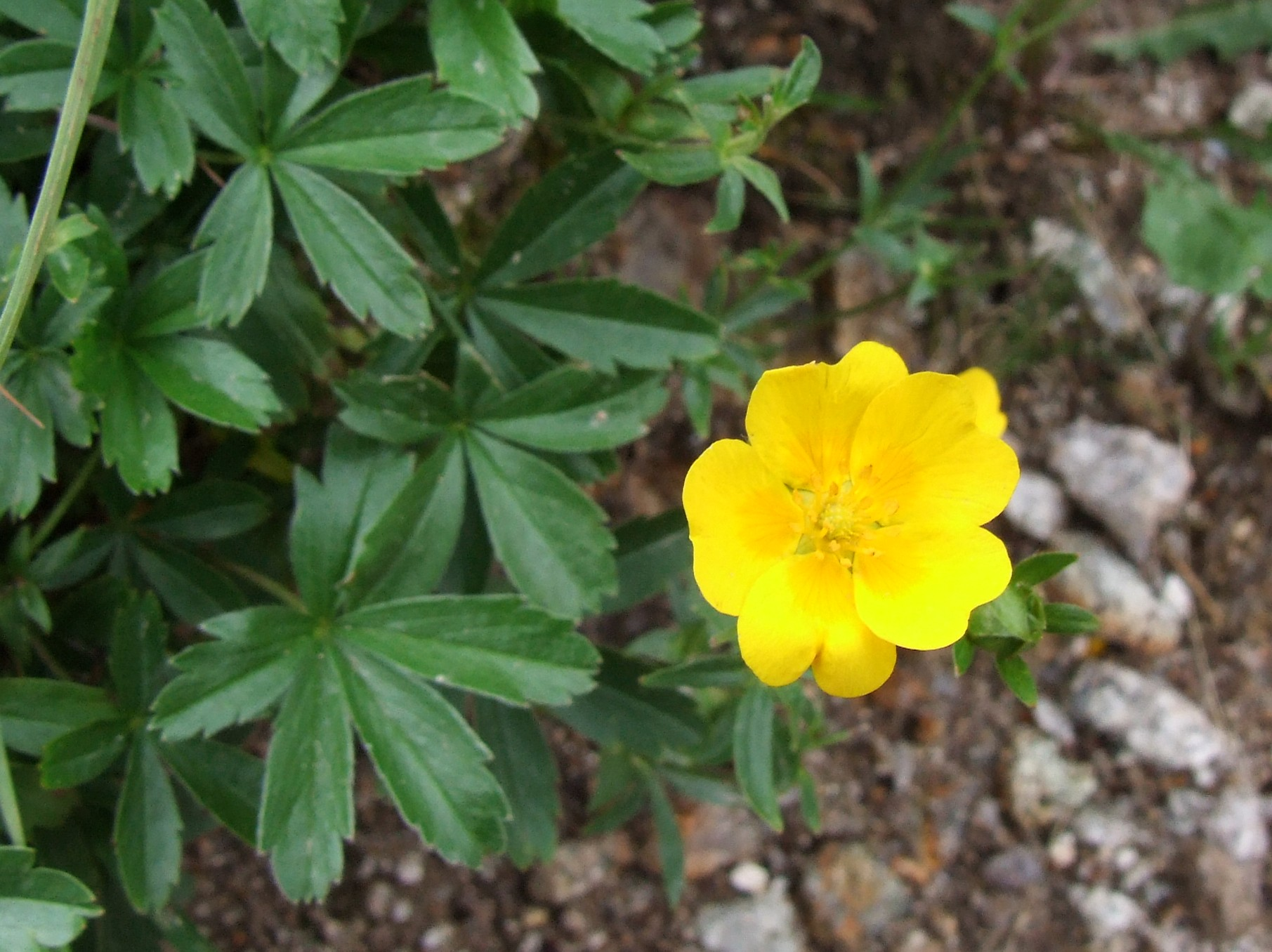
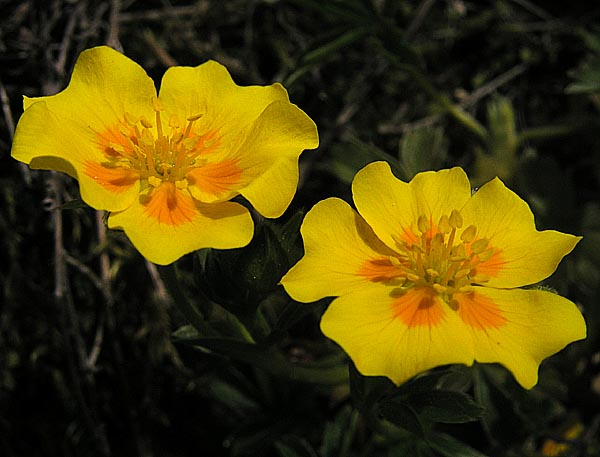
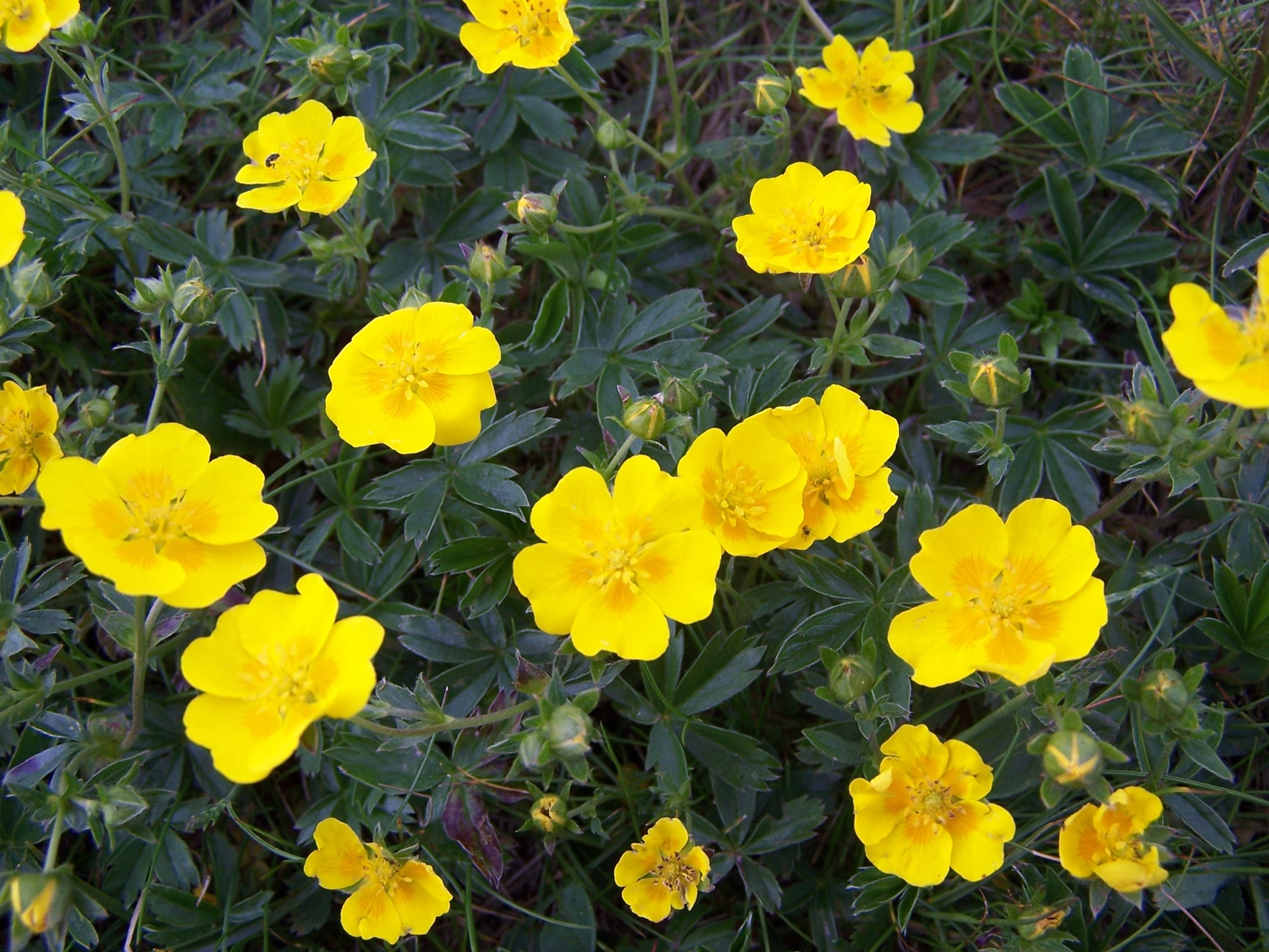
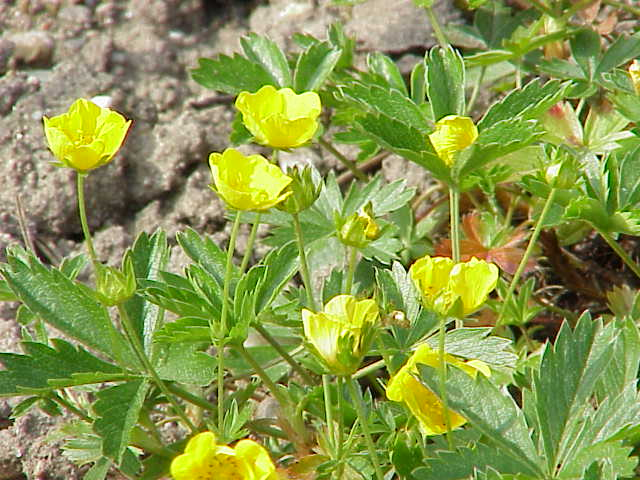